# 張須陀
張 須陀（張須陁、ちょう すだ、565年 - 616年）は、隋の軍人。本貫は弘農郡閿郷県。

## 経歴
弱冠にして史万歳の下で西爨に対する征討に従い、功績により儀同の位を受けた。604年（仁寿4年）に煬帝が即位し、漢王楊諒が并州で反乱を起こすと、須陀は楊素の下で反乱軍を討ち、開府の位を加えられた。大業年間、斉郡丞となった。612年（大業8年）、飢饉にあって米が騰貴したため、須陀は無断で官倉を開いてほどこし、その後に報告した。煬帝はこのことで須陀をとがめなかった。
613年（大業9年）、王薄が魯郡を攻撃してくると、須陀は王薄の油断をついて出撃し、岱山のふもとで撃破した。王薄が残兵を糾合して黄河を渡ろうとしたところを、須陀は追撃して、臨邑でまた撃破した。王薄が豆子䴚の孫宣雅・石祗闍・郝孝徳らと連合して章丘を攻撃すると、須陀は舟師を派遣して黄河の交通を遮断し、自らは2万の兵を率いて王薄らを攻撃して破った。すでに黄河の渡しは官軍の舟師が抑えていたため、反乱軍は狼狽してなすところがなく、須陀が鹵獲した物資は多数に及んだ。
この年、裴長才・石子河らの反乱軍が斉郡の城下に迫ると、須陀はわずかな手勢で戦いを挑み、敵の重囲に陥って苦戦した。城中の兵の救援を受けて包囲を脱すると、再び戦いを挑んで裴長才らを敗走させた。数十日後、秦君弘・郭方預らの反乱軍が北海を包囲すると、須陀は精鋭の兵を率いて急進し、敵の油断をついて撃破した。
614年（大業10年）、左孝友の率いる反乱軍10万が蹲狗山に駐屯すると、須陀は八風営を立てて要害を扼しながら分進したため、左孝友は窮迫して投降した。その部下の解象・王良・鄭大彪・李晼らの反乱軍も、須陀がことごとく撃破した。功績により斉郡通守に転じ、河南道十二郡黜陟討捕大使を兼ねた。
盧明月の率いる反乱軍が河北に進攻するべく祝阿にやってくると、須陀はこれを迎撃して数千人を殺した。呂明星・帥仁泰・霍小漢らの反乱軍が済北を騒がせると、須陀は進軍してこれを撃退した。また東郡の翟譲と前後三十数回にわたって戦い、たびたびこれを撃破した。滎陽通守に転じた。616年（大業12年）、李密が洛口倉を奪うよう翟譲に勧めたが、翟譲は須陀をはばかって進軍しなかった。李密は翟譲を説き伏せて滎陽に迫らせたが、須陀が防戦にあたったため、翟譲はおそれて後退し、須陀はこれに乗じて北へ十数里ほど追撃した。李密は林間に数千人の伏兵を置いており、これが須陀の軍を迎撃した。須陀は翟譲と李密の軍に包囲され、ひとたびは包囲を突破したが、包囲下に残された側近たちを救援するために取って返し、戦死した。享年は52。
煬帝は子の張元備に須陀の兵を引き継がせようとしたが、元備は斉郡で反乱軍に遭遇し、行くことができなかった。

## 伝記資料
- 『隋書』 巻71 列伝第36
- 『北史』 巻85 列伝第73